# غار قلعه دالو (غار)
اشکفت قلعه دالو (غار) مربوط به دوران‌های تاریخی پس از اسلام است و در شهرستان کهگیلویه، روستای شیتاب واقع شده و این اثر در تاریخ ۹ اردیبهشت ۱۳۸۲ با شمارهٔ ثبت ۸۴۲۰ به‌عنوان یکی از آثار ملی ایران به ثبت رسیده است.